# A Szovjetunió az 1984. évi téli olimpiai játékokon
A Szovjetunió a jugoszláviai Szarajevóban megrendezett 1984. évi téli olimpiai játékok egyik részt vevő nemzete volt. Az országot az olimpián 10 sportágban 99 sportoló képviselte, akik összesen 25 érmet szereztek.

## Érmesek
| Érem  | Versenyző | Sportág        | Versenyszám            |
| ----- | --- | -------------- | ---------------------- |
| Arany | Dmitrij Vasziljev Jurij Kaskarov Algimantas Šalna Szergej Buligin | Biatlon        | Férfi 4 × 7,5 km váltó |
| Arany | Szergej Fokicsev | Gyorskorcsolya | Férfi 500 m            |
| Arany | Igor Malkov | Gyorskorcsolya | Férfi 10 000 m         |
| Arany | Nemzeti válogatott Zinetula Biljaletgyinov Nyikolaj Drozgyeckij Vjacseszlav Fetyiszov Alekszandr Geraszimov Andrej Homutov Alekszej Kaszatonov Vlagyimir Kovin Alekszandr Kozsevnyikov Vlagyimir Krutov Igor Larionov Szergej Makarov Vlagyimir Miskin Vaszilij Pervuhin Szergej Sepeljev Alekszandr Szkvorcov Szergej Sztarikov Igor Sztyelnov Vlagyiszlav Tretyjak Viktor Tyumenyev Mihail Vasziljev | Jégkorong      | Férfi                  |
| Arany | Jelena Valova Oleg Vasziljev | Műkorcsolya    | Páros                  |
| Arany | Nyikolaj Zimjatov | Sífutás        | Férfi 30 km            |
| Ezüst | Szergej Hlebnyikov | Gyorskorcsolya | Férfi 1000 m           |
| Ezüst | Szergej Hlebnyikov | Gyorskorcsolya | Férfi 1500 m           |
| Ezüst | Igor Malkov | Gyorskorcsolya | Férfi 5000 m           |
| Ezüst | Natalja Besztyemjanova Andrej Bukin | Műkorcsolya    | Jégtánc                |
| Ezüst | Alekszandr Zavjalov | Sífutás        | Férfi 30 km            |
| Ezüst | Olekszandr Batyuk Alekszandr Zavjalov Vlagyimir Nyikityin Nyikolaj Zimjatov | Sífutás        | Férfi 4 × 10 km váltó  |
| Ezüst | Raisza Szmetanyina | Sífutás        | Női 10 km              |
| Ezüst | Raisza Szmetanyina | Sífutás        | Női 20 km              |
| Ezüst | Szergej Danyilin | Szánkó         | Férfi egyes            |
| Ezüst | Jevgenyij Belouszov Alekszandr Beljakov | Szánkó         | Kettes                 |
| Bronz | Zintis Ekmanis Vlagyimir Alekszandrov | Bob            | Férfi kettes           |
| Bronz | Oleg Bozsjev | Gyorskorcsolya | Férfi 1500 m           |
| Bronz | Natalja Glebova | Gyorskorcsolya | Női 500 m              |
| Bronz | Natalja Petruszjova | Gyorskorcsolya | Női 1000 m             |
| Bronz | Natalja Petruszjova | Gyorskorcsolya | Női 1500 m             |
| Bronz | Kira Ivanova | Műkorcsolya    | Női egyéni             |
| Bronz | Larisza Szeleznyova Oleg Makarov | Műkorcsolya    | Páros                  |
| Bronz | Marina Klimova Szergej Ponomarenko | Műkorcsolya    | Jégtánc                |
| Bronz | Valerij Dugyin | Szánkó         | Férfi egyes            |

## Alpesisí
Férfi
| Versenyző          | Versenyszám      | 1. futam | 1. futam | 2. futam      | 2. futam      | Összesítés | Összesítés |
| Versenyző          | Versenyszám      | Idő      | Hely.    | Idő           | Hely.         | Idő        | Helyezés   |
| ------------------ | ---------------- | -------- | -------- | ------------- | ------------- | ---------- | ---------- |
| Vlagyimir Andrejev | Műlesiklás       | 54,01    | 21.      | nem ért célba | nem ért célba | kiesett    | kiesett    |
| Vlagyimir Andrejev | Óriás-műlesiklás | 1:24,53  | 23.      | nem ért célba | nem ért célba | kiesett    | kiesett    |
| Vlagyimir Makejev  | Lesiklás         |          |          |               |               | 1:47,87    | 16.*       |
| Valerij Ciganov    | Lesiklás         |          |          |               |               | 1:48,46    | 23.        |

Női
| Versenyző                       | Versenyszám      | 1. futam | 1. futam | 2. futam | 2. futam | Összesítés | Összesítés |
| Versenyző                       | Versenyszám      | Idő      | Hely.    | Idő      | Hely.    | Idő        | Helyezés   |
| ------------------------------- | ---------------- | -------- | -------- | -------- | -------- | ---------- | ---------- |
| Nagyezsda Andrejeva-Patrikejeva | Műlesiklás       | 50,80    | 18.      | 49,42    | 13.      | 1:40,22    | 14.        |
| Nagyezsda Andrejeva-Patrikejeva | Óriás-műlesiklás | 1:12,46  | 35.      | 1:14,39  | 27.      | 2:26,85    | 29.        |

* - egy másik versenyzővel azonos eredményt ért el

## Biatlon
| Versenyző                                                         | Versenyszám      | Lövőhiba | Időeredmény | Helyezés |
| ----------------------------------------------------------------- | ---------------- | -------- | ----------- | -------- |
| Szergej Buligin                                                   | 10 km sprint     | 1        | 32:19,1     | 11.      |
| Szergej Buligin                                                   | 20 km egyéni     | 7        | 1:19:28,0   | 17.      |
| Jurij Kaskarov                                                    | 10 km sprint     | 2        | 32:15,2     | 10.      |
| Jurij Kaskarov                                                    | 20 km egyéni     | 11       | 1:22:53,8   | 35.      |
| Algimantas Šalna                                                  | 10 km sprint     | 2        | 31:20,8     | 5.       |
| Dmitrij Vasziljev                                                 | 20 km egyéni     | 8        | 1:22:09,2   | 32.      |
| Dmitrij Vasziljev Jurij Kaskarov Algimantas Šalna Szergej Buligin | 4 × 7,5 km váltó | 2        | 1:38:51,7   |          |

## Bob
| Versenyző                                                            | Versenyszám | 1. futam | 1. futam | 2. futam | 2. futam | 3. futam | 3. futam | 4. futam | 4. futam | Összesítés | Összesítés |
| Versenyző                                                            | Versenyszám | Idő      | Hely.    | Idő      | Hely.    | Idő      | Hely.    | Idő      | Hely.    | Idő        | Helyezés   |
| -------------------------------------------------------------------- | ----------- | -------- | -------- | -------- | -------- | -------- | -------- | -------- | -------- | ---------- | ---------- |
| Jānis Ķipurs Aivars Šnepsts                                          | Kettes      | 52,06    | 5.       | 51,92    | 1.       | 51,30    | 4.       | 51,14    | 2.       | 3:26,42    | 4.         |
| Zintis Ekmanis Vlagyimir Alekszandrov                                | Kettes      | 51,56    | 2.       | 52,10    | 4.       | 51,24    | 3.       | 51,26    | 3.       | 3:26,16    |            |
| Jānis Ķipurs Māris Poikāns Ivars Bērzups Aivars Šnepsts              | Négyes      | 50,19    | 4.       | 50,96    | 7.       | 51,19    | 9.*      | 51,17    | 6.       | 3:23,51    | 6.         |
| Zintis Ekmanis Jānis Skrastiņš Rihards Kotāns Vlagyimir Alekszandrov | Négyes      | 51,08    | 14.*     | 51,36    | 15.      | 51,28    | 11.      | 51,48    | 13.*     | 3:25,20    | 12.        |

* - egy másik csapattal azonos eredményt ért el

## Északi összetett
| Versenyző               | Síugrás | Síugrás | Sífutás | Sífutás | Sífutás | Összesítés | Összesítés |
| Versenyző               | Pont    | Hely.   | Idő     | Pont    | Hely.   | Pont       | Helyezés   |
| ----------------------- | ------- | ------- | ------- | ------- | ------- | ---------- | ---------- |
| Szergej Cservjakov      | 210,3   | 2.      | 51:11,7 | 178,045 | 23.     | 388,345    | 12.        |
| Ildar Garifullin        | 166,5   | 26.     | 49:56,5 | 189,325 | 19.     | 355,825    | 23.        |
| Alekszandr Majorov      | 202,7   | 9.      | 50:27,8 | 184,630 | 20.     | 387,330    | 14.        |
| Olekszandr Proszvirnyin | 199,4   | 13.     | 48:40,1 | 200,785 | 6.      | 400,185    | 6.         |

## Gyorskorcsolya
Férfi
| Versenyző             | Versenyszám | Eredmény | Helyezés |
| --------------------- | ----------- | -------- | -------- |
| Szergej Berezin       | 5000 m      | 7:45,94~ | 32.      |
| Oleg Bozsjev          | 1500 m      | 1:58,89  |          |
| Oleg Bozsjev          | 5000 m      | 7:17,96  | 5.       |
| Dmitrij Bocskarjov    | 10 000 m    | 14:55,65 | 6.       |
| Alekszandr Danyilin   | 500 m       | 38,66    | 9.       |
| Szergej Fokicsev      | 500 m       | 38,19    |          |
| Szergej Hlebnyikov    | 1000 m      | 1:16,63  |          |
| Szergej Hlebnyikov    | 1500 m      | 1:58,83  |          |
| Vlagyimir Kozlov      | 500 m       | 38,57    | 6.       |
| Konsztantyin Korotkov | 10 000 m    | 15:11,10 | 14.      |
| Igor Malkov           | 5000 m      | 7:12,30  |          |
| Igor Malkov           | 10 000 m    | 14:39,90 |          |
| Pavel Pegov           | 1000 m      | 1:18,57  | 13.      |
| Viktor Saserin        | 1000 m      | 1:17,42  | 6.       |
| Viktor Saserin        | 1500 m      | 1:59,81  | 8.       |

Női
| Versenyző              | Versenyszám | Eredmény | Helyezés |
| ---------------------- | ----------- | -------- | -------- |
| Valentyina Lalenkova   | 1000 m      | 1:23,68  | 4.       |
| Valentyina Lalenkova   | 1500 m      | 2:08,17  | 6.       |
| Valentyina Lalenkova   | 3000 m      | 4:37,36  | 8.       |
| Irina Kulesova-Kovrova | 500 m       | 41,70    | 4.       |
| Natalja Kurova         | 1500 m      | 2:08,41  | 7.       |
| Natalja Petruszjova    | 500 m       | 42,19    | 6.       |
| Natalja Petruszjova    | 1000 m      | 1:23,21  |          |
| Natalja Petruszjova    | 1500 m      | 2:05,78  |          |
| Natalja Petruszjova    | 3000 m      | 4:39,36  | 9.       |
| Olga Pleskova          | 3000 m      | 4:34,42  | 4.       |
| Natalja Glebova        | 500 m       | 41,50    |          |
| Natalja Glebova        | 1000 m      | 1:55,42~ | 37.      |

* - egy másik versenyzővel azonos eredményt ért el

~ - a futam során elesett

## Jégkorong
| Szovjet férfi jégkorongcsapat-játékoskeret | Szovjet férfi jégkorongcsapat-játékoskeret                                                                                               | Szovjet férfi jégkorongcsapat-játékoskeret                                                                               |
| --- | --- | --- |
| - Zinetula Biljaletgyinov - Nyikolaj Drozgyeckij - Vjacseszlav Fetyiszov - Alekszandr Geraszimov - Andrej Homutov - Alekszej Kaszatonov - Vlagyimir Kovin | - Alekszandr Kozsevnyikov - Vlagyimir Krutov - Igor Larionov - Szergej Makarov - Vlagyimir Miskin - Vaszilij Pervuhin - Szergej Sepeljev | - Alekszandr Szkvorcov - Szergej Sztarikov - Igor Sztyelnov - Vlagyiszlav Tretyjak - Viktor Tyumenyev - Mihail Vasziljev |

### Eredmények
A csoport
| Csapat        | M | Gy | D | V | G+ | G– | Gk  | P  |
| ------------- | - | -- | - | - | -- | -- | --- | -- |
| Szovjetunió   | 5 | 5  | 0 | 0 | 42 | 5  | +37 | 10 |
| Svédország    | 5 | 3  | 1 | 1 | 34 | 15 | +19 | 7  |
| NSZK          | 5 | 3  | 1 | 1 | 27 | 17 | +10 | 7  |
| Lengyelország | 5 | 1  | 0 | 4 | 16 | 37 | –21 | 2  |
| Olaszország   | 5 | 1  | 0 | 4 | 15 | 31 | –16 | 2  |
| Jugoszlávia   | 5 | 1  | 0 | 4 | 8  | 37 | –29 | 2  |

| 1984. február 7. | Szovjetunió (URS) | 12 – 1 (3–1, 4–0, 5–0) | Lengyelország | Szarajevó |

|  |  |  |  |  |
|  |  |  |  |  |
|  |  |  |  |  |
|  |  |  |  |  |

| 1984. február 9. | Szovjetunió (URS) | 5 – 1 (4–0, 1–1, 0–0) | Olaszország | Szarajevó |

|  |  |  |  |  |
|  |  |  |  |  |
|  |  |  |  |  |
|  |  |  |  |  |

| 1984. február 11. | Jugoszlávia (YUG) | 1 – 9 (0–4, 1–1, 0–4) | Szovjetunió | Szarajevó |

|  |  |  |  |  |
|  |  |  |  |  |
|  |  |  |  |  |
|  |  |  |  |  |

| 1984. február 13. | Szovjetunió (URS) | 6 – 1 (4–1, 2–0, 0–0) | NSZK | Szarajevó |

|  |  |  |  |  |
|  |  |  |  |  |
|  |  |  |  |  |
|  |  |  |  |  |

| 1984. február 15. | Szovjetunió (URS) | 10 – 1 (5–0, 4–0, 1–1) | Svédország | Szarajevó |

|  |  |  |  |  |
|  |  |  |  |  |
|  |  |  |  |  |
|  |  |  |  |  |

Négyes döntő
| 1984. február 17. | Szovjetunió (URS) | 4 – 0 (0–0, 2–0, 2–0) | Kanada | Szarajevó |

|  |  |  |  |  |
|  |  |  |  |  |
|  |  |  |  |  |
|  |  |  |  |  |

| 1984. február 19. | Szovjetunió (URS) | 2 – 0 (1–0, 1–0, 0–0) | Csehszlovákia | Szarajevó |

|  |  |  |  |  |
|  |  |  |  |  |
|  |  |  |  |  |
|  |  |  |  |  |

Végeredmény
A táblázat tartalmazza
- az A csoportban lejátszott Szovjetunió – Svédország 10–1-es,
- a B csoportban lejátszott Csehszlovákia – Kanada 4–0-s eredményt is.

| Csapat        | M | Gy | D | V | G+ | G– | Gk  | P |
| ------------- | - | -- | - | - | -- | -- | --- | - |
| Szovjetunió   | 3 | 3  | 0 | 0 | 16 | 1  | +15 | 6 |
| Csehszlovákia | 3 | 2  | 0 | 1 | 6  | 2  | +4  | 4 |
| Svédország    | 3 | 1  | 0 | 2 | 3  | 12 | –9  | 2 |
| Kanada        | 3 | 0  | 0 | 3 | 0  | 10 | –10 | 0 |

| Csapat      | Helyezés |
| ----------- | -------- |
| Szovjetunió |          |

## Műkorcsolya
| Versenyző                            | Versenyszám  | Kötelező elemek   | Kötelező elemek | Kötelező elemek | Rövid program     | Rövid program | Rövid program | Kűr               | Kűr   | Kűr         | Összesítés         | Összesítés |
| Versenyző                            | Versenyszám  | Több. hely. száma | Hely.           | Hely. pont.     | Több. hely. száma | Hely.         | Hely. pont.   | Több. hely. száma | Hely. | Hely. pont. | Helyezési pontszám | Helyezés   |
| ------------------------------------ | ------------ | ----------------- | --------------- | --------------- | ----------------- | ------------- | ------------- | ----------------- | ----- | ----------- | ------------------ | ---------- |
| Alekszandr Fagyejev                  | Férfi egyéni | 9×5+              | 5.              | 3,0             | 5×7+              | 8.            | 3,2           | 5×7+              | 7.    | 7,0         | 13,2               | 7.         |
| Vlagyimir Kotyin                     | Férfi egyéni | 7×11+             | 11.             | 6,6             | 6×9+              | 9.            | 3,6           | 5×6+              | 6.    | 6,0         | 16,2               | 8.         |
| Kira Ivanova                         | Női egyéni   | 5×5+              | 5.              | 3,0             | 7×3+              | 3.            | 1,2           | 6×5+              | 5.    | 5,0         | 9,2                |            |
| Anna Kondrasova                      | Női egyéni   | 6×7+              | 7.              | 4,2             | 6×4+              | 4.            | 1,6           | 7×6+              | 6.    | 6,0         | 11,8               | 5.         |
| Jelena Vodorezova                    | Női egyéni   | 7×2+              | 2.              | 1,2             | 7×8+              | 8.            | 3,2           | 6×11+             | 11.   | 11,0        | 15,4               | 8.         |
| Jelena Valova Oleg Vasziljev         | Páros        |                   |                 |                 | 9×1+              | 1.            | 0,4           | 9×1+              | 1.    | 1,0         | 1,4                |            |
| Larisza Szeleznyova Oleg Makarov     | Páros        |                   |                 |                 | 7×3+              | 2.*           | 0,8           | 7×3+              | 3.    | 3,0         | 3,8                |            |
| Marina Avsztrijszkaja Jurij Kvasnyin | Páros        |                   |                 |                 | 6×7+              | 7.            | 2,8           | 7×9+              | 9.    | 9,0         | 11,8               | 9.         |

| Versenyző                               | Versenyszám | Kötelező tánc     | Kötelező tánc | Kötelező tánc | Eredeti (original) tánc | Eredeti (original) tánc | Eredeti (original) tánc | Kűr               | Kűr   | Kűr         | Összesítés         | Összesítés |
| Versenyző                               | Versenyszám | Több. hely. száma | Hely.         | Hely. pont.   | Több. hely. száma       | Hely.                   | Hely. pont.             | Több. hely. száma | Hely. | Hely. pont. | Helyezési pontszám | Helyezés   |
| --------------------------------------- | ----------- | ----------------- | ------------- | ------------- | ----------------------- | ----------------------- | ----------------------- | ----------------- | ----- | ----------- | ------------------ | ---------- |
| Natalja Besztyemjanova Andrej Bukin     | Jégtánc     | 7×2+              | 2.            | 1,2           | 7×2+                    | 2.                      | 0,8                     | 7×2+              | 2.    | 2,0         | 4,0                |            |
| Marina Klimova Szergej Ponomarenko      | Jégtánc     | 5×3+              | 4.            | 2,4           | 8×4+                    | 4.                      | 1,6                     | 5×3+              | 3.    | 3,0         | 7,0                |            |
| Olga Volozsinszkaja Alekszandr Szvinyin | Jégtánc     | 7×8+              | 8.            | 4,8           | 8×8+                    | 7.                      | 2,8                     | 7×8+              | 7.    | 7,0         | 14,6               | 7.         |

* - egy másik párossal azonos eredményt ért el

## Sífutás
Férfi
| Versenyző                                                                   | Versenyszám     | Eredmény  | Helyezés |
| --------------------------------------------------------------------------- | --------------- | --------- | -------- |
| Olekszandr Batyuk                                                           | 15 km           | 42:42,2   | 10.      |
| Olekszandr Batyuk                                                           | 50 km           | 2:23:17,0 | 16.      |
| Jurij Burlakov                                                              | 30 km           | 1:32:19,6 | 11.      |
| Vlagyimir Nyikityin                                                         | 15 km           | 42:31,6   | 5.       |
| Vlagyimir Szahnov                                                           | 30 km           | 1:30:30,4 | 4.       |
| Vlagyimir Szahnov                                                           | 50 km           | 2:20:53,7 | 8.       |
| Alekszandr Zavjalov                                                         | 15 km           | 42:59,0   | 16.      |
| Alekszandr Zavjalov                                                         | 30 km           | 1:29:23,3 |          |
| Alekszandr Zavjalov                                                         | 50 km           | 2:20:27,6 | 7.       |
| Nyikolaj Zimjatov                                                           | 15 km           | 42:34,5   | 6.       |
| Nyikolaj Zimjatov                                                           | 30 km           | 1:28:56,3 |          |
| Nyikolaj Zimjatov                                                           | 50 km           | 2:22:15,0 | 13.      |
| Olekszandr Batyuk Alekszandr Zavjalov Vlagyimir Nyikityin Nyikolaj Zimjatov | 4 × 10 km váltó | 1:55:16,5 |          |

Női
| Versenyző                                                                | Versenyszám    | Eredmény  | Helyezés |
| ------------------------------------------------------------------------ | -------------- | --------- | -------- |
| Nagyezsda Burjakova                                                      | 5 km           | 17:58,7   | 14.      |
| Nagyezsda Burjakova                                                      | 10 km          | 32:55,8   | 9.       |
| Ljubov Ljadova                                                           | 10 km          | 33:05,8   | 12.      |
| Ljubov Ljadova                                                           | 20 km          | 1:03:53,3 | 7.       |
| Tamara Markasanszkaja                                                    | 20 km          | 1:05:01,7 | 13.      |
| Raisza Szmetanyina                                                       | 5 km           | 17:52,0   | 11.      |
| Raisza Szmetanyina                                                       | 10 km          | 32:02,9   |          |
| Raisza Szmetanyina                                                       | 20 km          | 1:02:26,7 |          |
| Julija Sztyepanova                                                       | 5 km           | 17:53,5   | 12.      |
| Julija Sztyepanova                                                       | 10 km          | 32:45,7   | 8.       |
| Julija Sztyepanova                                                       | 20 km          | 1:05:33,4 | 15.      |
| Lilija Vaszilcsenko                                                      | 5 km           | 18:07,6   | 17.      |
| Julija Sztyepanova Ljubov Ljadova Nagyezsda Burjakova Raisza Szmetanyina | 4 × 5 km váltó | 1:07:55,0 | 4.       |

## Síugrás
| Versenyző            | Versenyszám | 1. ugrás | 1. ugrás | 2. ugrás | 2. ugrás | Összesítés | Összesítés |
| Versenyző            | Versenyszám | Pont     | Hely.    | Pont     | Hely.    | Pont       | Helyezés   |
| -------------------- | ----------- | -------- | -------- | -------- | -------- | ---------- | ---------- |
| Jurij Golovcsikov    | Normálsánc  | 57,6     | 57.      | 96,9     | 20.      | 154,5      | 50.        |
| Jurij Golovcsikov    | Nagysánc    | 65,6     | 43.      | 86,4     | 24.      | 152,0      | 39.        |
| Gennagyij Prokopenko | Normálsánc  | 88,4     | 35.      | 95,7     | 21.      | 184,1      | 26.        |
| Gennagyij Prokopenko | Nagysánc    | 79,1     | 35.      | 88,0     | 21.      | 167,1      | 30.        |
| Valerij Szavin       | Normálsánc  | 81,6     | 43.      | 97,9     | 17.      | 179,5      | 31.        |

## Szánkó
| Versenyző                               | Versenyszám | 1. futam | 1. futam | 2. futam | 2. futam | 3. futam | 3. futam | 4. futam | 4. futam | Összesítés | Összesítés |
| Versenyző                               | Versenyszám | Idő      | Hely.    | Idő      | Hely.    | Idő      | Hely.    | Idő      | Hely.    | Idő        | Helyezés   |
| --------------------------------------- | ----------- | -------- | -------- | -------- | -------- | -------- | -------- | -------- | -------- | ---------- | ---------- |
| Szergej Danyilin                        | Férfi egyes | 46,433   | 8.       | 46,284   | 3.       | 46,176   | 2.       | 46,069   | 2.       | 3:04,962   |            |
| Valerij Dugyin                          | Férfi egyes | 46,385   | 6.       | 46,334   | 5.       | 46,201   | 3.       | 46,092   | 3.       | 3:05,012   |            |
| Jurij Harcsenko                         | Férfi egyes | 46,310   | 5.       | 46,469   | 6.       | 46,337   | 5.       | 46,432   | 8.       | 3:05,548   | 7.         |
| Ingrīda Amantova                        | Női egyes   | 42,101   | 5.       | 42,337   | 7.       | 42,239   | 10.      | 41,803   | 4.       | 2:48,480   | 4.         |
| Natalja Liszica                         | Női egyes   | 43,532   | 17.      | 42,371   | 8.       | 42,186   | 7.       | 41,998   | 7.       | 2:50,087   | 10.        |
| Vera Zozuļa                             | Női egyes   | 42,079   | 4.       | 42,169   | 5.       | 42,077   | 5.       | 42,316   | 12.      | 2:48,641   | 5.         |
| Jevgenyij Belouszov Alekszandr Beljakov | Kettes      | 41,813   | 1.       | 41,847   | 2.       |          |          |          |          | 1:23,660   |            |
| Juris Eisaks Einārs Veikša              | Kettes      | 42,078   | 6.       | 42,288   | 8.       |          |          |          |          | 1:24,366   | 7.         |